# Aban al-Lahiqi
Abān al-Lāḥiqī (en arabe أبان اللاحقي), de son nom complet Abān b. ʿAbd al-Ḥamīd al-Lāḥiqī al-Raqāshī, est un poète de langue arabe mort en 815.
Il est né à Bassora, d'une famille juive originaire du Fars. Il a ensuite migré à Bagdad, à la cour du calife, où il est devenu le poète favori des vizirs barmakides. Il est connu pour ses adaptations en vers arabes d'œuvres telles que Kalila et Dimna et Balawhar et Būdāsf. Sa position à la cour lui vaut la rivalité d'autres poètes, comme Abu Nuwas. Sa réputation d'hérésie et de sympathie pour le manichéisme s'explique peut-être par ces inimitiés. L'accusation de zandaqa était alors un moyen commode de discréditer un adversaire.